# بخش انانیا
بخش انانیا (به اسپانیایی: Ananea District) یک سکونتگاه مسکونی در پرو است که در منطقه پونو واقع شده‌است.

## خصوصیات
بخش انانیا ۹۳۹٫۵۶ کیلومترمربع مساحت و ۱۹٬۱۳۲ نفر جمعیت دارد و ۴٬۶۶۰ متر بالاتر از سطح دریا واقع شده‌است.